# Dmitri Khokhlov
Dmitri Khokhlov (Krasnodar, 22 de desembre de 1975) és un futbolista rus, que juga en la posició de migcampista.
Format al Kuban Krasnodar, el 1993 fitxa pel CSKA Moscou, on marca 15 gols en 62 partits. Després d'uns mesos al Torpedo de Moscou, marxa al PSV Eindhoven neerlandès, tot formant part de l'equip guanyador de l'Eredivisie 99/00. Aquell any fitxa per la Reial Societat, de la primera divisió espanyola. A l'equip basc és titular entre 2000 i 2002.
Al mercat d'hivern de la temporada 03/04 retorna al seu país per jugar amb el Lokomotiv de Moscou, amb qui s'imposa al campionat domèstic del 2004. Per al 2006 s'incorpora a un altre equip moscovita, el quart de la seua carrera, el Dinamo de Moscou.

## Selecció
Khokhlov ha estat internacional amb la selecció russa en 53 ocasions, tot marcant dos gols. Hi va participar en el Mundial del 2002 i a l'Eurocopa de 1996.